# Love Never Dies
Love Never Dies, também chamado de Phantom II: Love Never Dies, é um musical romântico com música e produção de Andrew Lloyd Webber, letras de Glenn Slater, letras adicionais de Charles Hart, libreto de Webber e Ben Elton, com material adicional de Frederick Forsyth e Slater. É sequência de O Fantasma da Ópera, musical de Lloyd Webber, e não do livro de Gaston Leroux. Foi lançado primeiramente como um álbum conceitual em 8 de março de 2010 e estreou no Adelphi Theatre, West End em Londres, em 9 de março de 2010. Sua produção recebeu ampla cobertura da imprensa pelo Fantasma da Ópera ser o musical mais visto na história e continuações de musicais serem incomuns. Tornou-se a primeira sequência de um musical a abrir em West End.
Love Never Dies acontece em 1907, de acordo com o libreto, cerca de dez anos depois do Fantasma original, apesar de os eventos do original terem ocorrido em 1881. Christine Daaé é convidada para cantar em Phantasma, uma nova atração de Coney Island, por um empresário anônimo. Com ela, vão seu marido Raoul e seu filho Gustave para Nova Iorque, sem saber que, por trás do convite, está o Fantasma. Foi dirigido por Jack O'Brien e estrelado por Sierra Boggess (Christine) e Ramin Karimloo (Fantasma).
Love Never Dies tinha estreia prevista na Broadway em novembro de 2010, mas por causa da recepção mista foi adiado indefinitivamente. Os críticos elogiaram a música de Webber e a produção, mas consideraram o libreto e as letras como "horríveis". De maneira semelhante, os fãs do Fantasma da Ópera tentaram boicotar o show com a campanha Love Should Die (Amor Deve Morrer, em português), alegando que a história não fazia jus ao original e modificava a personalidade dos personagens. Após esta recepção negativa, Love Never Dies passou por inúmeras modificações. A primeira foi nas letras de Glenn Slater, com Charles Hart, letrista de O Fantasma da Ópera, sendo chamado por Webber para escrever novas letras. Ao longo de sua estadia no West End, os números musicais também foram modificados, com canções sendo excluídas. Apesar das alterações, Love Never Dies acabou fechando após 18 meses em cartaz. O fracasso nos palcos não impediu que recebesse sete indicações ao Laurence Olivier Award 2011, o musical com mais indicações no ano, mas não recebeu nenhum prêmio.
A produção seguinte de 2011, em Melbourne na Austrália, com novo enredo, direção e cenários, recebeu elogios em sua maioria positivos do críticos. O sucesso fez a versão australiana ser filmada e posteriormente lançada em circuito limitados nos cinemas e em DVD/Blu-ray em março de 2012. Love Never Dies estreou como o 4º vídeo caseiro mais vendido no gráfico britânico, tornando-se o DVD/blu-ray que não é filme mais vendido na história do Reino Unido. Desde então, a produção australiana é a "versão oficial do musical", sendo refeita nas demais produções de Love Never Dies ao redor do mundo.

## Desenvolvimento

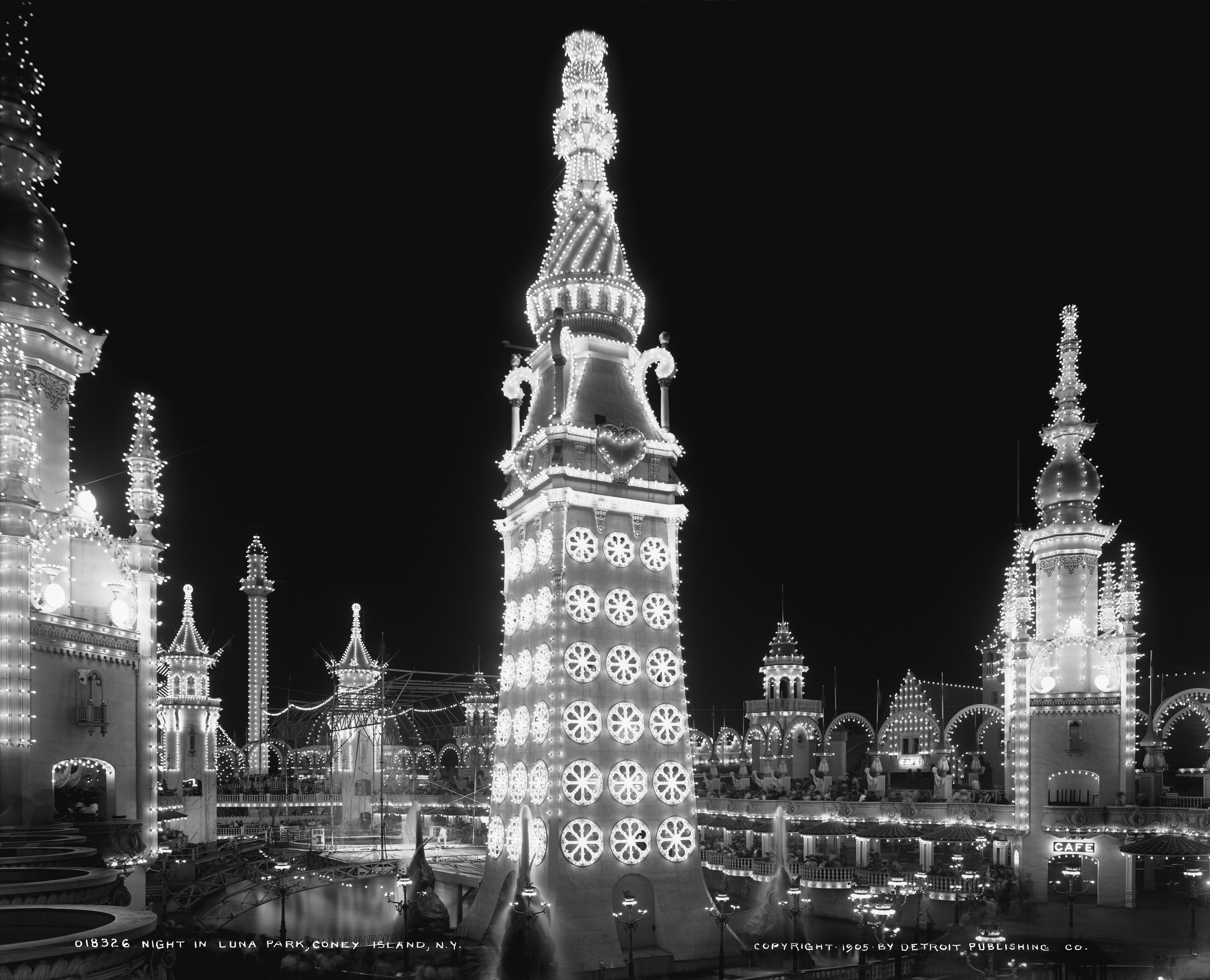
Luna Park em Coney Island, 1905, local em que a história ocorre. Coney Island foi entre 1880 e 1940 o maior centro de parque de diversões dos Estados Unidos. Também foi uma área de inovações tecnológicas como a luz elétrica, montanhas-russas, dentre muitos outros. Isto despertou o interesse de Webber como local criativo para o gênio artístico do Fantasma.

Andrew Lloyd Webber começou a planejar uma sequência do seu grande sucesso O Fantasma da Ópera (1986) em 1990. Depois de uma conversa com Maria Björnson, designer de O Fantasma da Ópera, Lloyd Webber decidiu que, se fizesse uma sequência, seria ambientada em Nova Iorque no início do século XX. Uma das suas ideias era o Fantasma viver na primeira cobertura de Manhattan, mas ele rejeitou isto quando viu um documentário de TV sobre o parque de diversões do Coney Island. Lloyd Webber começou a colaborar com o autor Frederick Forsyth no projeto, mas sentiu que as ideias em desenvolvimento seriam difíceis de adaptar para um musical de palco, então o projeto foi abandonado. Forsyth publicou algumas das ideias que ele tinha trabalhado com Lloyd Webber em 1999 em seu romance, The Phantom of Manhattan.
Lloyd Webber retornou ao projeto em 2006, colaborando com vários escritores e diretores. No entanto, ele ainda não sentiu que as ideias eram adaptáveis em uma peça de teatro musical. Finalmente, no início de 2007, Lloyd Webber chamou Ben Elton (que tinha sido o libretista de The Beautiful Game do Webber) para ajudar moldar uma sinopse para a sequela, com base nas ideias iniciais dele. O tratamento da história de Elton centrou-se mais nos personagens originais de O Fantasma da Ópera e omitiu novos personagens que Lloyd Webber e Forsyth tinham desenvolvido. Lloyd Webber ficou satisfeito com o tratamento de Elton e começou a trabalhar na sequela. Em março de 2007, ele anunciou que estaria realizando o projeto.
O Daily Mail informou em maio de 2007 que a sequela seria adiada, pois Otto, o gato de seis meses de Lloyd Webber, havia subido em sua Clavinova (piano digital) e excluído a partitura inteira. Webber não conseguiu recuperar nada que estava no instrumento, mas acabou sendo capaz de reconstruir a música. Em 2008, Lloyd Webber anunciou pela primeira vez que a sequência provavelmente seria chamada Phantom: Once Upon Another Time, e o primeiro ato foi realizado em seu festival Sydmonton anual. O Fantasma foi interpretado por Ramin Karimloo e Raoul foi interpretado por Alistair Robbins. No entanto, em setembro de 2008, durante o Birthday in the Park da BBC celebrando seu 60º aniversário, Lloyd Webber anunciou que o título seria Love Never Dies. Em outras oficinas de leitura, Raoul e Christine foram interpretados por Aaron Lazar e Elena Shaddow.
Webber havia dito inicialmente que "eu não considero isto uma sequela, é mais uma peça separada''. Após a estreia ele explicou sua afirmação: "Claramente, é uma sequela, mas eu realmente não acho que você precisa ver O Fantasma da Ópera para entender Love Never Dies".

Em 3 de julho de 2009, Lloyd Webber confirmou que Karimloo (que tinha interpretado o Fantasma em West End) e Sierra Boggess (que originou o papel de Christine em Phantom - The Las Vegas Spectacular) tinham sido escalados como o Fantasma e Christine. O papel de Meg Giry seria interpretado por Summer Strallen, Liz Robertson como Madame Giry e Raoul por Joseph Millson.

Love Never Dies é até agora meu trabalho mais pessoal.

Andrew Lloyd Webber 
Lloyd Webber originalmente planejou Love Never Dies para abrir simultaneamente em Londres, Nova Iorque e Xangai, no outono de 2009 ou 2010. Em março de 2009, ele havia decidido estrear o show no Adelphi Theatre de Londres, seguido pelo Royal Alexandra Theatre, em Toronto (antes de ser transferido para Neil Simon Theatre da Broadway em 2010) e Xangai. Os três elencos ensaiavam simultaneamente em Londres por três meses a partir de agosto de 2009. As datas de abertura foram anunciadas sendo 26 de outubro de 2009 em Londres, novembro em Toronto e fevereiro de 2010 em Xangai, com uma produção posterior em Melbourne, Austrália. O plano foi uma produção da Broadway entrar em cartaz simultâneo com a produção de Toronto, se a de Toronto fosse bem-sucedida. Em maio, a estreia da produção de Londres foi adiada para março de 2010, porque Lloyd Webber iria re-orquestrar a música e re-gravar o álbum. As questões técnicas dos efeitos especiais, a versão autômata de Christine e o lançamento de várias produções simultâneas também contribuíram para o adiamento. Em outubro de 2009, o planejamento da produção de Xangai tinham sido abandonado em favor da produção australiana.
Em 8 de outubro de 2009, Lloyd Webber realizou uma conferência de imprensa no Her Majesty's Theatre, onde o Fantasma original está em cartaz desde 1986, confirmando o vazamento de Boggess como Christine e Karimloo como o Fantasma. Karimloo cantou Til I Hear You Sing. The Coney Island Waltz também foi realizada para os jornalistas, membros da indústria e fãs que se reuniram para a apresentação. Lloyd Webber anunciou que a prévia de Love Never Dies começaria em Londres no dia 20 de fevereiro de 2010 e antecipou que a produção da Broadway abriria no dia 11 de novembro de 2010 (foi posteriormente adiada  e, em seguida, indefinidamente). Os ensaios começaram em janeiro de 2010.

## Música

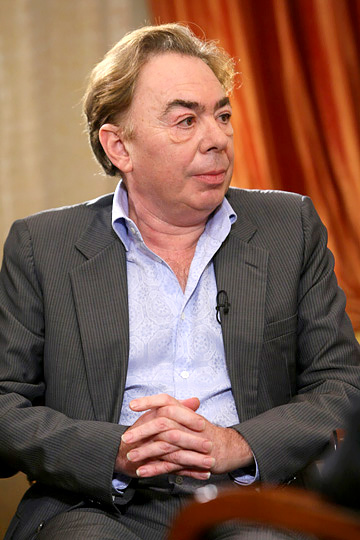
Sir Andrew Lloyd Webber em 15 de novembro de 2008.

Como em Fantasma da Ópera, a composição de Andrew Lloyd Webber mistura música clássica, rock com música ficcional da época. Em Love Never Dies, a música fictícia no Phantasma é baseada nas Óperas Savoy, que eram muitas vezes burlesco realizado como Ópera cômica. Durante a era vitoriana, quase todas as óperas famosas foram transformadas em burlesco. Como era entretenimento popular voltada à classe baixa, pouco sobre estes shows foram registrados, mas a abertura "Pinafore", que foi performada na Opéra Comique em 1878, chamava-se Beauties on the Beach, semelhante ao grande número de Meg Giry no musical: Bathing Beauty (On The Beach).
Além da influência burlesca e vaudeville, a música de Andrew Lloyd Webber é romântica e operática, com a mais elogiada sendo a balada do Fantasma, Til I Hear You Sing, e ária de Christine que é a canção-título do show, Love Never Dies. As sequências de rock, como no antecessor, são utilizadas quando se trata do Fantasma e seu mundo sombrio. A grande peça de rock do musical é The Beauty Underneath, cantada pelo Fantasma e Gustave. Ela faz o mesmo papel de The Phantom of the Opera no show original: O Fantasma conduz/apresenta Gustave seu covil gótico, como fez com Christine em The Phantom of the Opera. A canção é um time warp sintetizado com o rock dos anos 80. De acordo com o crítico australiano William Yeoman: "Love Never Dies é uma curiosa mistura de romance gótico, vaudeville e verismo, com a música exuberante, romântica de Lloyd Webber transformando-se igual um passeio na montanha russa, de Puccini para Polichinelo, do rock energético para uma delicada ária enquanto a tragédia desenrola".

## Produções

### West End (2010-2011)

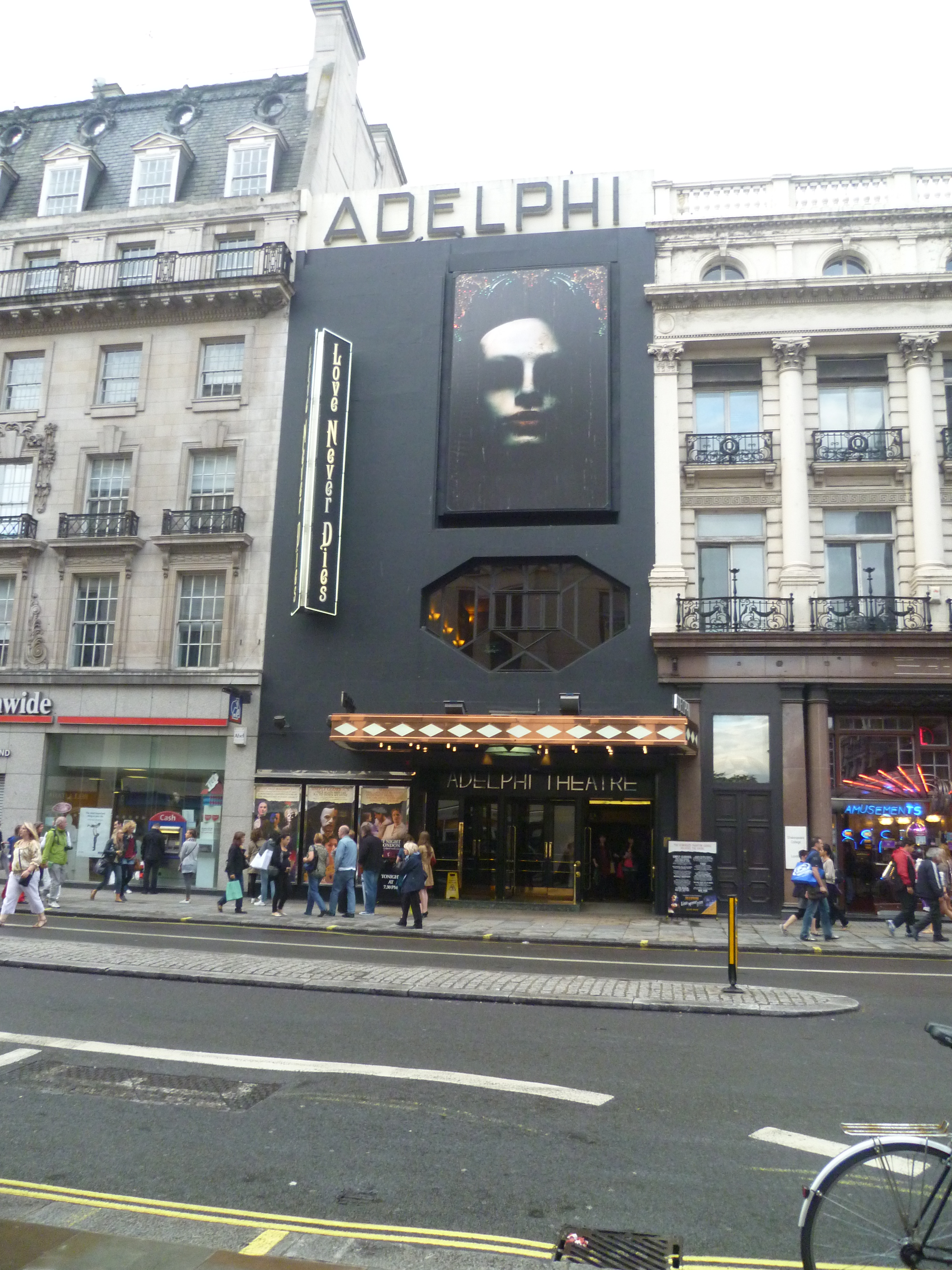
Love Never Dies no seu último mês em cartaz no Adelphi Theatre, em agosto de 2011.

A primeira prévia de Love Never Dies foi atrasada de 20 para 22 de fevereiro de 2010, após Boggess adoecer e por exigências técnicas. O show teve sua abertura oficial no dia 9 de março de 2010. Foi dirigido por Jack O'Brien, coreografado por Jerry Mitchell, e tinha design e figurinos por Bob Crowley. O elenco incluía Ramin Karimloo como o Fantasma, Sierra Boggess como Christine, Joseph Millson como Raoul, Liz Robertson como Madame Giry, Summer Strallen como Meg Giry e Niamh Perry como Fleck. Em abril de 2010, Lloyd Webber foi ameaçado com uma multa de £ 20 mil por pintar ilegalmente o prédio tombado do Adelphi Theatre de preto, para promover este musical.
Em dezembro de 2010, Lloyd Webber fechou a produção de Londres por alguns dias para refazer o show depois da recepção negativa da crítica. O musical foi reavaliado pela crítica novamente (a convite de Lloyd Webber), com o crítico Henry Hitchings observando que "algumas das alterações mais óbvias decorrem do letrista Charles Hart sendo chamado para ajustar as cadências das letras desajeitadas escritas por Glenn Slater." Ele salientou ainda que "há também grande quantidade de toques órteses na direção; o show é creditado para Jack O'Brien, mas é o novo coreógrafo Bill Deamer e o produtor Bill Kenwright que adicionaram o entusiasmo". As alterações foram elogiadas, mas o show não conseguiu se livrar do estigma criado pela sua estreia conturbada. Somado ao alto custo da produção (£ 5,5 milhões), o levou a ser fechado em 27 de agosto de 2011, após uma estadia decepcionante de dezoito meses. Em 2012, Lloyd Webber afirmou que, embora ele era "muito, muito orgulhoso" da produção de Londres, ela não funcionou completamente e também disse: "algo só foi um pouco errado; eu estava com câncer pouco antes da produção, e isto foi fundamental para 5% da falha do show.''
A produção da Broadway foi anunciada e adiada para a primavera de 2011. Lloyd Webber anunciou também que as produções asiáticas e canadenses foram planejadas, embora estejam paradas agora. Depois das críticas mistas e reação negativa de alguns fãs do Fantasma original durante as prévias, um produtor executivo afirmou que antes de sua estreia na Broadway, o espetáculo provavelmente vai sofrer "algumas alterações". Em 1 de outubro de 2010, foi anunciado que o musical não iria abrir na Broadway no inicio de 2011.
Love Never Dies foi indicado a sete Laurence Olivier Award em 2011 mas não venceu nenhum: Melhor Novo Musical, Melhor Ator em Musical (Karimloo), Melhor Atriz em Musical (Boggess), Melhor Atriz Coadjuvante em Musical (Strallen), Melhor Design dos Cenários, Melhor Figurino e Melhor Design de Som. O Olivier Award de 2011 contou com uma homenagem ao Fantasma da Ópera original, que completou 25 anos em cartaz em West End no ano, e de acordo com comentaristas, serviu para eclipsar ainda mais a sequela mal avaliada.
Em março de 2013, foi noticiado que o musical pode retornar ao West End depois de uma turnê pelo Reino Unido da produção australiana bem sucedida.

### Melbourne e Sydney (2011-2012)
Em 2010 Lloyd Webber anunciou que a produção australiana abriria em 21 de maio 2011 no Regent Theatre em Melbourne, Austrália. Esta produção, a primeira fora do Reino Unido, apresentou o libreto revisado e um novo design por uma equipe criativa liderada pelo diretor Simon Phillips. Ben Lewis e Anna O'Byrne foram o Fantasma e a Christine. Lloyd Webber disse que a versão australiana era a "uma das melhores produções de um musical meu que eu já vi. Em qualquer lugar". Embora Lloyd Webber espere trazer a produção de Melbourne para a Broadway no futuro, ele disse ao The New York Times que, mesmo com a recepção positiva da produção reformulada de Melbourne, uma transferência para Broadway provavelmente não era realista. Ele também anunciou que a produção de Melbourne seria filmada em 15 de setembro de 2011 e disponibilizada em DVD.
Lloyd Webber afirmou que, mesmo se uma produção da Broadway não acontecer, ele sente que tem fechado o capítulo do musical com a versão filmada, e é algo que ele é ''muito orgulhoso" e que realmente não importa para ele "se chegará a hora amanhã ou há cinco anos". A produção foi indicada a dez Helpmann Award 2011, prêmio máximo do teatro australiano: Melhor Musical, Melhor Direção de Musical (Phillips), Melhor Ator em Musical (Lewis), Melhor Ator Coadjuvante em Musical (Simon Gleeson), Melhor Direção Musical, Melhor Design Cênico, Melhor Figurino, Melhor Iluminação e Melhor Design de Som.  Venceu em Design Cênico, Figurino e Iluminação.
A produção de Melbourne foi fechada em 18 de dezembro de 2011 e transferida para Sydney no Capitol Theatre, com prévias a partir de 8 de janeiro de 2012 e inaugurado oficialmente em 12 de janeiro. O show concluiu suas apresentações limitadas em 1 de abril de 2012.
Em 14 de março de 2014, Webber anunciou juntamente com o diretor Simon Phillips que estavam planejando o show da Broadway, e provavelmente teria o final diferente das produções de Londres e Melbourne.

### Copenhague (2012-2013)

Sequência de The Beauty Underneath em Copenhague. O design da produção dinamarquesa difere-se da produção inglesa e da australiana.

O Det Ny Teater em Copenhague na Dinamarca, anunciou que sua produção de Love Never Dies abriria em 24 de outubro de 2012.  Foi estrelada por Tomas Ambt Kofod e Bo Kristian Jensen como o Fantasma e a soprano coloratura dinamarquesa, Louise Fribo, como Christine. O libreto é baseado na versão australiana, mas apresenta um novo design de Paul Farnsworth, encenações de Daniel Bohr e coreografia de Hayley Franks Høier. Karen Hoffmann, que traduziu O Fantasma da Ópera para dinamarquês, também traduziu o libreto de Love Never Dies para o idioma. A produção foi bem avaliada pela imprensa dinamarquesa  e fechou em 21 de abril de 2013.

### Viena (2013)
Em outubro de 2013, Love Never Dies ganhou uma versão concerto em Viena traduzido para o alemão por Wolfgang Adenberg, com regência de Andreas Gergen no Raimund Theatre. Foram oito concertos no total, com Drew Sarich como Fantasma e Milica Jovanovic como Christine.

### Tóquio (2014)
A produção japonesa abriu no teatro Nissay em Tóquio, usando o libreto e cenários da produção australiana original. As estrelas são Masachika Ichimura e Takeshi Kaga como o Fantasma e Megumi Hamada e Ayaka Hirahara como Christine. A produção ficou em cartaz durante um período limitado de março até 27 de abril de 2014.

### Hamburgo (2015-2016)
A produção alemã estreou em Hamburgo em 15 de outubro de 2015 sob o título Lieb Stirbt Nie - Phantom II, produzida pela Stage Entertainment, com Garðar Thór Cortes como Fantasma e Rachel Anne Moore como Christine. Como em Tóquio, tanto o libreto quanto o design são baseados na produção australiana. Porém, contêm alterações em algumas cenas, como a sequência musical de Beautiful\The Beauty Underneath, que inclui a The Phantom of the Opera e uma nova melodia e letras. A imprensa de Hamburgo deu-lhe críticas mistas, mas a avaliação do público foi em grande parte positiva. O musical fechou em 25 de setembro de 2016.

### Turnê americana (2017)
Uma turnê na América do Norte irá estrear e viajar pelos EUA durante 2017-2018. O libreto será baseado na produção australiana mas a direção, elenco e design ainda não foram definidos.

## Enredo original

### Prólogo
Em Coney Island, Madame Giry lembra-se de “Phantasma”, antiga “Cidade de Maravilhas”. Entre os personagens mencionados em alguns pôsteres estão Meg Giry, a “Garota Ooh La La”, e Christine Daaé, a “soprano do século”. Fleck, um artista circense que trabalhou no Phantasma, pergunta a Giry se ela lembra-se de “como era”. (Prologue) Giry e Fleck começam então a imaginar Coney Island em seu apogeu (The Coney Island Waltz). Fleck começa a culpar Madame Giry pelo que aconteceu depois (That's the Place That You Ruined, You Fool).

### Ato I
Dez anos depois dos eventos na Ópera de Paris, um grupo de pessoas chegam em Phantasma, especulando sobre o fechado e mascarado dono, Mr. Y (Heaven by the Sea). Meg Giry, amiga de Chistine Daaé na Ópera de Paris, é uma performer com Madame Giry administrando o burlesco. Meg imagina o que seu chefe pensará e afirma que sua apresentação é apenas para ele (Only for Him/Only For You). A plateia a aplaude ao longo de sua performance em Only for You. Giry diz a Meg o quão maravilhosa ela fora naquela apresentação.

Sierra Boggess e Ramin Karimloo, como Christine e o Fantasma, respectivamente, ambos foram elogiados pela suas atuações e Boggess foi indicada ao Laurence Olivier Award de Melhor Atriz em Musical e Karimloo de Melhor Ator em Musical.

O Fantasma é Mr. Y, criador e dono de Phantasma (The Aerie). Em uma torre em cima do parque, ele tem um robô que lembra Christine. Ele ainda sonha com ela e sua voz (Til I Hear You Sing). Meg pressiona o Fantasma para que ele faça uma avaliação sobre sua performance, mas é ignorada. Madame Giry está irritada por causa da obsessão que o Fantasma ainda tem por Christine depois de toda a ajuda que ela deu para ele nos últimos anos. Ela e Meg o tiraram de Paris, e o Fantasma foi capaz de construir seu show com o dinheiro arrecadado por elas. Quando Giry começa a falar em como Chistine traiu o Fantasma, ele pede que ela saia e começa a pesar em um meio de conseguir Christine de volta. (Giry Confronts the Phantom/Til I Hear You Sing - reprise) 
Três meses depois, Christine, seu filho Gustave e Raoul vão para Nova Iorque, onde encontram uma multidão de fãs e paparazzis (Christine Disembarks). Logo depois, Fleck, Squelch e Gangle aparecem em nome de Mr. Y e os levam para Coney Island (Are You Read To Begin?). Raoul está com raiva da recepção e decepciona Gustave por não querer brincar (What a Dreadful Town!). Enquanto ele vai beber, Christine diz para Gustave olhar com seu coração para tentar entender Raoul (Look with your heart). Gustave vai dormir e o Fantasma entra assustando Christine, ele começa a falar de uma noite de paixão que tiveram antes dela se casar (Beneath a Moonless Sky). Eles recordam então que no passado pensaram que o amor deles teria uma chance (Once upon another time). Gustave acorda gritando de um pesadelo e se encontra com o Fantasma, que é apresentado como Mr. Y e promete a Gustave mostra-lhe a ilha. (Mother Please, I'm Scared!)
No estúdio de ensaio, Meg é surpreendida pelo fato de que Christine irá cantar depois dela e fica com inveja. Raoul encontra Giry e descobre que foi o Fantasma que convidou Christine para cantar (Dear Old Friend). Fleck, Squelch e Gangle levam Gustave para o covil do Fantasma, que recebe Gustave mas não dá atenção inicialmente a ele e volta para seu seu trabalho. O garoto começa a tocar uma melodia no piano. Isto chama atenção do Fantasma, que leva-o a suspeitar de ser o pai do garoto (Beautiful). O Fantasma e Gustave têm a mesma fascinação pela escuridão. Por conta disso, o Fantasma começa a fazer perguntas, que o leva à conclusão de que eles são idênticos. Ele tira a máscara acreditando que será aceito por Gustave, mas ele fica horrorizado e grita (The Beauty Underneath). Christine aparece e acalma Gustave e, em seguida, quando ele volta ao hotel com Meg, Christine começa a ser pressionada pelo Fantasma e confessa que Gustave é realmente filho dele. O Fantasma lamenta que seu filho o odeia e Christine pede desculpas e diz que vai cantar para ele, e depois voltar para Páris. Após sua saída, o Fantasma declara que todos seus bens irão para seu filho. Giry ouve a conversa dos dois e fica furiosa, porque teme que todo seu trabalho durante anos não serviu para nada (The Phantom Confronts Christine).

### Ato II
Em um bar sombrio, Raoul reflete sobre seu fracasso em ser bom para Christine. Meg aparece e diz para o Raoul bêbado que ele está no Hall do Suicídio, que é onde as pessoas vão quando não tem nada a perder. Meg nada lá todos os dias para acabar com seu estresse. Ela fala para Raoul que ele deve partir com Gustave e Christine (Why Does She Love Me?). Ele diz que não tem medo do Fantasma, que está atrás do bar. Quando Meg vai embora, o Fantasma se revela e faz uma aposta: se Christine não cantar, Raoul partirá com ela e Gustave. Mas, se ela cantar, significará que ela o ama e Raoul partirá sozinho. Aproveitando, ele coloca a paternidade de Gustave em dúvida (Devil Take the Hindmost).
Os turistas estão aproveitando o último dia da temporada quando um balão pousa na praia (Heaven by the Sea - reprise). Fleck, Squelch e Gangle aparecem para anunciar a presença de Christine no Phantasma (Ladies ... Gents!/The Coney Island Waltz - reprise). Durante a noite, Meg apresenta Bathing Beauty onde faz um strip tease, e é ovacionada pela plateia. Depois ela encontra-se com sua mãe e comemora o sucesso da apresentação, mas Madame Giry a desanima dizendo que tudo que ela fez não adiantou de nada porque o Fantasma só pensa em Christine, e revela que Gustave é filho dele (Mother, Did You Watch?).

Foto do elenco de Love Never Dies saudando o público, da esquerda pra direita: Joseph Millson (Raoul), Boggess (Christine), Karimloo (Fantasma), Summer Strallen (Meg Giry) e Liz Robertson (Madame Giry).

Gustave está explorando os bastidores do teatro enquanto Raoul pede à Christine para eles partirem, se ela o ama. Quando Raoul sai, o Fantasma entra e diz que o amor de Raoul não é suficiente e que ela deve cantar para ele. No camarim, Christine relembra a Ópera de Paris, na noite em que ela teve que escolher entre o Raoul e o Fantasma (Before the Performance). Giry, Raoul e o Fantasma desejam saber se Christine cantará ou não (Devil Take The Hindmost - reprise). Christine canta a ária de amor escrita pelo Fantasma, enquanto este e Raoul assistem curiosos para saber se ela continuará a cantar ou descerá do palco. Raoul parte enquanto Christine termina a ária e é recebida por estrondosos aplausos (Love Never Dies). O Fantasma recebe Christine no camarim falando da alegria que ela lhe dera ao cantar. Christine encontra uma carta de Raoul que fora embora (Ah Christine!). Gustave está desaparecido e ela fica preocupada. O Fantasma suspeita primeiro de Raoul e depois de Madame Giry, mas Fleck diz que passava pelo camarim de Meg, quando viu um espelho quebrado e depois vira Meg arrastando uma figura pequena. O Fantasma acredita saber aonde Meg levou o garoto e vai com Giry e Christine atrás dela (Gustave, Gustave!).
No hall do Suicídio, Meg se prepara para afogar Gustave quando os outros a encontram. Ela pega uma arma e faz com que o Fantasma a ouça. Ela revela que todo o dinheiro que a Madame Giry dera a ele vinha de seu trabalho como prostituta. Ela não tem coragem de matar Gustave e o deixa voltar para mãe, Christine, e em seguida, aponta a arma para própria cabeça. O Fantasma tenta fazer Meg dar a arma para ele, mas acidentalmente ela atira em Christine. Madame Giry e Meg, correm para buscar ajudar para Christine, e está, quase morrendo, revela a Gustave que seu verdadeiro pai é o Fantasma, e ele foge. Christine nos seus momentos finais, diz ao Fantasma que o ama e seu amor por ele jamais morrerá. Ela pede um último beijo e morre nos braços do Fantasma. Gustave volta e chora a perda da mãe com o Fantasma, e em seguida, tira sua máscara e o aceita como seu pai. ('Please Miss Giry, I Want To Go Back'...)

## Enredo revisado

### Ato I
Dez anos após os eventos na Ópera de Paris, o Fantasma é agora o empresário do Phantasma, uma casa de concertos em Coney Island. Apesar do sucesso de seus esforços, ele é torturado pela ausência de Christine Daaé em sua vida e  deseja ouvi-la cantar novamente (The Aerie/Till a Hear Your Sing). No Phantasma, artistas do show, Dr. Gangle, Sra. Fleck e Mr. Squelch introduz as maravilhas de Coney Island (The Coney Island Waltz). Meg Giry, melhor amiga na Ópera de Christine Daaé, tornou-se a "Garota Ooh La La", cantora principal no show vaudeville do Fantasma, que Madame Giry produz. Meg alegra a multidão no Phantasma com seu desempenho (Only For You). Após a apresentação de Meg, Madame Giry ler no jornal que Christine está indo a Nova York para cantar para Oscar Hammerstein, na abertura de sua nova casa de ópera em Manhattan. Madame Giry está preocupada que sua filha perdeu a atenção do Fantasma, e ela relembra como ela e Meg contrabandeado ele de Paris para Nova York há dez anos. (Ten long Years) Christine, Raoul e seu filho Gustave chegam em Nova York e são atendidos por uma multidão (Christine Disembarks). Eles são recebidos por Gangle, Fleck e Squelch, que chegam em uma carruagem sem cavalos, para levá-los para Coney Island, embora eles não saibam (Are You Ready to Begin?).
Raoul está zangado com a recepção, e Gustave fica triste por não brincar com ele. De repente, chega uma carta de Oscar Hammerstein e Raoul sai para encontra-lo. Gustave diz para sua mãe que acredita que Raoul não o ama. (What a Dreadful Town!) Christine diz á Gustave olhar com seu coração para tentar ajudá-lo a entender (Look With Your Heart). Christine fala para Gustave ir dormir. Após sua saída, o Fantasma se revela atrás da porta da varanda do hotel. Ela desmaia, por ter acreditado que ele estava morto, e ele a leva para sua cadeira. Quando ela acorda, eles se lembram da última vez que estavam juntos na noite anterior ao casamento de Christine, e o Fantasma ter fugido depois (Beneath a moonless sky). Na cassada recordam seu amor e que ele ficou no passado (Once Upon Another Time). O Fantasma oferece pagar o dobro do que Oscar Hammerstein prometeu a ela para cantar pra ele, apenas uma música que ele escreveu, mas Christine recusa. Gustave acorda gritando de um pesadelo e Christine lhe apresenta o Fantasma pela primeira vez. O Fantasma promete mostrar Gustave todos as maravilhas de Phantasma.(Mother Please, I'm scared!) Depois que Gustave retorna para a cama, o Fantasma diz a Christine que se ela não cantar vai voltar para casa sem o menino. Ameaçada, Christina aceita, e o Fantasma entrega a partitura da canção que escreveu e vai embora. A música toca Christine. (Ten Long Years of Yearning) 
No estúdio de ensaio para Phantasma, Meg e Christine estão felizes de ver uma outra, mas Meg se surpreende e sente ciúmes ao saber que Christine estará cantando depois dela. Raoul encontra Madame Giry e descobre que o Fantasma, não Oscar Hammerstein, é aquele para quem Christine está cantando. Ele fica bravo por Christine não ter dito nada a ele e sai para beber (Dear Old Friend). Gangle, Fleck e Squelch trazem Gustave ao covil do Fantasma onde é recebido por ele. Uma criança prodígio, Gustave canta e toca uma melodia no piano, com letras semelhantes a The Music of the Night, que leva o Fantasma a suspeitar que ele é o pai de Gustave (Beautiful). As dúvidas fazem o Fantasma mostrar a Gustave as maravilhas escuras, ilusões e aberrações do Phantasma. Ele desmascara a si mesmo, acreditando que Gustave vai aceitá-lo, mas Gustave fica horrorizado e grita (The Beauty Underneath). Christine conforta Gustave e pede a Meg para ir com ele de volta para o hotel. Quando pressionada pelo Fantasma, Christine confessa que Gustave é seu filho. O Fantasma pede desculpa por tê-la abandonado e retira a ameaça dizendo que ela pode ir embora, e pede para ela nunca contar a Gustave quem é seu verdadeiro pai. Christine promete e também diz que mesmo assim vai cantar para ele, mais uma vez, e depois voltar para Páris. Após ela sair, o Fantasma diz que vai deixar tudo para Gustave. Madame Giry, que estava ouvindo a conversa escondida, lamenta que todo seu trabalho foi em vão. (Phantom Confronts Christine)

### Ato II
Em um bar no pier, Raoul contempla seu relacionamento com Christine. Meg aparece e diz que nada ali todo dia para lavar o stress do trabalho. Ela diz a Raoul que deve ir embora com Christine e Gustave, ''pelo bem de todos'' e depois foge do bar (Why Does She Love Me?). Raoul diz que não tem medo do Fantasma. O Fantasma se revela a Raoul e eles fazem uma aposta: se Christine cantar, o Fantasma vence e Raoul vai embora sozinho; se ela não o fizer, Raoul ganha e o Fantasma paga suas dívidas e ele pode voltar a Paris com Christine e Gustave. O Fantasma também leva Raoul a questionar a paternidade de Gustave (Devil Take the Hindmost). Fleck, Silence e Squelch anunciam a aparição de Christine em Phantasma (Invitation to the Concert). Naquela noite, Meg executa um strip-tease sobre sua escolha de trajes de banho (Bathing Beauty (on the Beach)). O público vai à loucura e ovaciona Meg, mas Madame Giry diz a Meg que o Fantasma não assistiu ao seu desempenho. Meg começa a chorar. (Mother, did you watch?)

No camarim, Gustave ajuda a sua mãe se preparar para o show. Raoul chega e Christine pede a Gustave para esperar por Raoul nos bastidores. Raoul implora a Christine para não cantar e deixar Nova York com ele, se ela realmente o ama. Christine pede um tempo para pensar e Raoul há deixa. O Fantasma entra e diz a Christine que o amor de Raoul não é suficiente, que ela deve cantar para ele e abraçar o seu destino. Christine lamenta ter que decidir entre Raoul e o Fantasma de novo. (Before the Performance) Madame Giry, Raoul e o Fantasma, especulam se Christine vai cantar ou não (Devil Take the Hindmost - reprise). A cortina se abre e Christine vê Raoul e o Fantasma em alas separadas. Quando a longa introdução musical chega ao seu fim, Christine decide cantar. Raoul deixa pouco antes de Christine acabar ovacionada. (Love Never Dies) Christine é recebida em seu camarim carinhosamente pelo Fantasma e os dois se beijam. Em seguida, ela encontra uma carta de Raoul informando-a de sua partida (Ah Christine!).

Elenco australiano, da esquerda para direita: Sharon Millerchip (Meg Giry), Simon Gleeson (Raoul), Ben Lewis (Fantasma), Anna O'Bryne (Christine), Maria Mercedes (Madame Giry), Dean Vince (Gangle), Paul Tabone (Squelch) e Emma J. Hawkins (Fleck)

Christine percebe que Gustave está faltando, lembrando que ela lhe disse anteriormente para esperar por Raoul nos bastidores, e ela acaba pensando que ele levou o menino. Furioso, o Fantasma promete matar o "idiota bêbado". Mas Squelch informa que ele viu o Visconde partir sozinho. Em seguida, o Fantasma suspeita de Madame Giry e ameaça-a. Giry confessa que ela sabia sobre a verdadeira paternidade de Gustave, mas nega ter sumido com ele. Fleck relata que ela estava passando no camarim de Meg quando notou o espelho quebrado pelo chão. Christine teme pela vida do seu filho, mas Madame Giry garante que Meg nunca machucaria Gustave. O Fantasma acredita que ele sabe onde Meg está. (Gustave, Gustave!)
No cais, Meg se prepara para afogar Gustave, que não sabe nadar, quando os outros chegam para confrontá-la. Ela revela que o dinheiro que Madame Giry tem proporcionado ao Fantasma veio do trabalho de Meg como prostituta para homens influentes. E que o Fantasma nunca tomou qualquer conhecimento dela ou apreciou-a por cantar ou dançar. Quando está prestes a afogar o menino, decide deixá-lo viver e Gustave corre para a mãe. Ela pega uma arma para cometer suicídio e acabar com seu sofrimento. O Fantasma tenta acalmá-la e pede desculpas, mas ele menciona Christine, e Meg fica enlouquecida. O Fantasma tenta pegar a arma, mas Meg atira acidentalmente em Christine. Madame Giry e Meg fogem, e Christine revela a Gustave que o Fantasma é o seu verdadeiro pai. Gustave fica revoltado e corre. Christine e o Fantasma lamentam o destino de ambos e se despedem, ela diz que seu amor por ele nunca morrerá e o pede para beija-la uma última vez (Please Miss Giry, I Want Go Back!). Gustave retorna com Raoul que olha chocado o corpo de Christine, e em seguida, Gustave coloca a cabeça no colo da sua mãe falecida. O Fantasma dá o corpo de Christine para Raoul, e tenta se levantar, mas cai de tristeza. Gustave junta-se ao Fantasma chorando e o consola, dizendo que amor nunca morre. Depois, Gustave abraça seu verdadeiro pai pela primeira vez. (Love Never Dies - reprise) Gustave tira a máscara do Fantasma, mas não reage como antes, tocando suavemente o rosto do Fantasma e aceitando-o. Gustave e o Fantasma se olham enquanto a cortina cai.

## Personagens e elenco original
| O Fantasma      | Ramin Karimloo (Tam Mutu, alternado)                                       |
| Christine Daaé  | Sierra Boggess (Celia Graham, substituta e Christine final de Londres)     |
| Raoul de Chagny | Joseph Millson (David Thaxton, substituto e Raoul final de Londres)        |
| Madame Giry     | Liz Robertson (Sally Dexter, no álbum conceitual)                          |
| Meg Giry        | Summer Strallen (Haley Flaherty, substituta e Meg final de Londres)        |
| Fleck           | Niamh Perry (Tracey Penn, substituta e Fleck final de Londres)             |
| Squelch         | Adam Pearce                                                                |
| Gangle          | Jami Reid-Quarrell (Charles Brunton, substituto e Gangle final de Londres) |
| Gustave         | Jack Blass                                                                 |

## Números musicais

### O álbum conceitual
O Original Álbum Conceitual foi lançado em oito de março de 2010. O show em Londres abriu com todas as músicas do álbum conceitual.
| Ato I/Disco I - Prologue - The Coney Island Waltz - That's the Place That You Ruined, You Fool! - Heaven by the Sea - Only for Him/Only for You - The Aerie - Til I Hear You Sing - Giry Confronts the Phantom/'Til I Hear You Sing (Reprise) - Christine Disembarks - Arrival of the Trio/"Are You Ready to Begin? - What a Dreadful Town!... - Look with Your Heart - Beneath a Moonless Sky - Once Upon Another Time - Mother Please, I'm Scared! - Dear Old Friend - Beautiful - The Beauty Underneath - The Phantom Confronts Christine | Ato II/Disco II - Entr'acte - Why Does She Love Me? - Devil Take the Hindmost - Heaven by the Sea (Reprise) - Ladies...Gents!/The Coney Island Waltz (Reprise) - Bathing Beauty - Mother, Did You Watch? - Before the Performance - Devil Take the Hindmost (Quarteto) - Love Never Dies - Ah, Christine! - Gustave! Gustave! - Please Miss Giry, I Want to Go Back!... |

### Versão final de Londres
| Ato I 1. Til I Hear You Sing;– O Fantasma 2. The Coney Island Waltz;– Orquestra 3. Only for You;– Meg Giry, Fleck, Squelch, Gangle e elenco de fundo 4. Ten Long Years (Dueto);– Meg e Madame Giry 5. Christine Disembarks;– Raoul, Gustave e elenco de fundo 6. Are You Ready to Begin?;– Fleck, Gangle, Squelch, Raoul, Gustave e elenco de fundo 7. What a Dreadful Town!;– Raoul, Christine e Gustave 8. Look with Your Heart;– Christine e Gustave 9. Beneath a Moonless Sky;– Christine e o Fantasma 10. Once Upon Another Time;– Christine e o Fantasma 11. Mother Please, I'm Scared!;– Fantasma, Gustave e Christine 12. Ten Long Years of Yearning;– O Fantasma e Christine 13. Dear Old Friend;– Meg, Madame Giry, Christine, Raoul, Gustave e Elenco 14. Beautiful;– Gustave, Fleck, Gangle, Squelch e o Fantasma 15. The Beauty Underneath;– Fantasma e Gustave 16. Phantom Confronts Christine;– Fantasma, Christine e Madame Giry | Ato II 1. Entr'acte;– Orquestra 2. Why Does She Love Me?;– Raoul, Meg e elenco de fundo 3. Devil Take the Hindmost;– Raoul e o Fantasma 4. Invitation to the Concert;– Fleck, Gangle, Squelch e elenco de fundo 5. Bathing Beauty– Meg, Fleck, Gangle, Squelch e elenco de fundo 6. Before the Performance;– Christine, Raoul, Gustave e o Fantasma 7. Devil Take the Hindmost (Quarteto);– Gustave, Raoul, Fantasma, Madame Giry e Meg 8. Love Never Dies;– Christine 9. Ah, Christine!;– O Fantasma, Christine e Raoul 10. Gustave! Gustave!;– Christine, Fantasma, Madame Giry, Fleck, Gangle e Squelch 11. Please Miss Giry, I Want to Go Back;– Gustave, Meg, Madame Giry, Fantasma e Christine 12. Playout;– Orquestra |

### Melbourne e produções posteriores
| Ato I 1. Til I Hear You Sing (incluindo The Aerie);– O Fantasma 2. The Coney Island Waltz;– Squelch, Fleck, Gangle e elenco de fundo 3. Only for You;– Meg Giry e elenco de fundo 4. Ten Long Years (Dueto);– Meg e Madame Giry 5. Christine Disembarks;– Raoul, Gustave e elenco de fundo 6. Are You Ready to Begin?;– Fleck, Gangle, Squelch, Raoul, Gustave e elenco de fundo 7. What a Dreadful Town!;– Raoul, Christine e Gustave 8. 'Look with Your Heart;– Christine e Gustave 9. Beneath a Moonless Sky;– Christine e O Fantasma 10. Once Upon Another Time;;– Christine e O Fantasma 11. Ten Long Years of Yearning;– O Fantasma e Christine 12. Mother Please, I'm Scared!;– O Fantasma, Gustave e Christine 13. Dear Old Friend;– Meg, Madame Giry, Christine, Raoul, Gustave e elenco de fundo 14. Beautiful;– Gustave, Fleck, Gangle, Squelch e O Fantasma 15. The Beauty Underneath;– O Fantasma e Gustave 16. Phantom Confronts Christine;– O Fantasma, Christine e Madame Giry | Ato II 1. Entr'acte;– Orquestra 2. Why Does She Love Me?;– Raoul e Meg 3. Devil Take the Hindmost;– Raoul e o Fantasma 4. Invitation to the Concert;– Fleck, Gangle, Squelch e elenco de fundo 5. Bathing Beauty;– Meg, Fleck, Gangle, Squelch e elenco de fundo 6. Mother, Did You See?; - Meg, Madame Giry 7. Before the Performance;– Christine, Raoul, Gustave e O Fantasma 8. Devil Take the Hindmost (Reprise);– Gustave, Raoul, o Fantasma, Madame Giry e Meg 9. Love Never Dies;– Christine 10. Ah, Christine!;– O Fantasma, Christine e Raoul 11. Gustave! Gustave!;– Christine, Fantasma, Madame Giry, Fleck, Gangle e Squelch 12. Please Miss Giry, I Want to Go Back;– Gustave, Meg, Madame Giry, Fantasma e Christine 13. Love Never Dies (Reprise) – O Fantasma 14. Playout;– Orquestra |

## Gravações

### Singles
A primeira música lançada para o público foi The Coney Island Waltz, no site oficial do musical como parte de um teaser trailer de Love Never Dies em setembro de 2009.  As cenas do teaser combinam o vídeo do Fantasma da Ópera em Londres (com Gina Beck, Ramin Karimloo, e Simon Bailey) com filmagens em preto-e-branco de imigrantes chegando a Coney Island, Nova Iorque. O site oficial depois lançou The Coney Island Waltz  para download gratuito aos clientes que pré-encomendaram o álbum de estúdio. O vídeo da música de The Coney Island Waltz utiliza arquivos de filme sobre Coney Island.
Til I Hear You Sing, cantada por Ramin Karimloo, foi o primeiro single do musical lançado em 20 de fevereiro de 2010, no site The Mail on Sunday. Em outros lugares foi exibido em 22 de fevereiro de 2010.  É uma balada de amor sobre o narrador masculino que expressa saudades em ouvir a voz da sua amada após muitos anos. O vídeo promocional da música foi um trecho da performance ao vivo de Ramin Karimloo na conferência de imprensa em 8 de outubro de 2009, com Karimloo cantando em um cenário azul-iluminado, enquanto Sierra Boggess senta-se calmamente em um trono. O vídeo oficial da música apresenta Karimloo solitário em um apartamento com aparições espectrais de Boggess nas paredes.

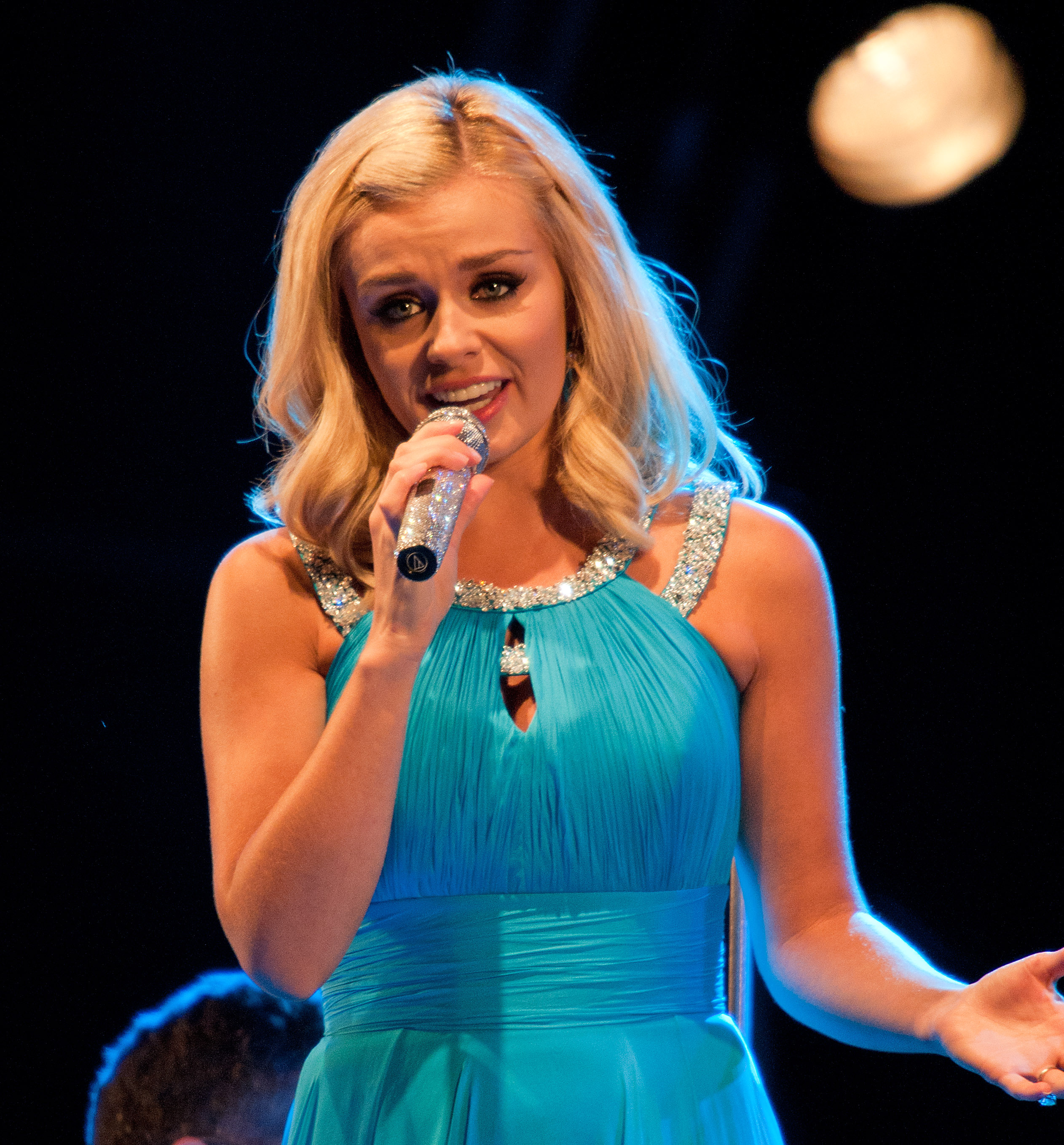
Katherine Jenkins em agosto de 2011. Ela cantou a versão single da canção-título, Love Never Dies.

Em 26 de janeiro de 2010, a canção-título Love Never Dies foi primeiro apresentada no The South Bank Show, cantada por Sierra Boggess acompanhada de Andrew Lloyd Webber e Louise Hunt nos pianos. O show foi exibido na ITV1 em 31 de janeiro. A canção é idêntica a outras composições de Lloyd Webber: Our Kind of Love de The Beautiful Game (2000) e The Heart is Slow to Learn, que Webber havia escrito para a sequela do Fantasma nos anos 90, e foi cantada em 1998 por  Kiri Te Kanawa no Andrew Lloyd Webber: The Royal Albert Hall Celebration. Love Never Dies também tem uma melodia muito semelhante à composição de Charles Williams, Jealous Lover, do filme britânico The Romantic Age (1949). Jealous Lover foi mais tarde renomeada Theme from the Apartment, para o filme do Billy Wilder, The Apartment (1960).
A cantora galesa Katherine Jenkins foi chamada por Lloyd Webber para gravar a sua versão de Love Never Dies no fim de 2009. A canção aparece como a primeira faixa na edição especial do álbum de Jenkins (Believe) que foi lançado em 29 de março de 2010 no Reino Unido. Jenkins cantou a música com Lloyd Webber no show da ITV1, Dance on Ice, no dia 28 de fevereiro de 2010. Lloyd Webber afirmou que Jenkins não poderia cantar toda a música do seu musical de Love Never Dies, porque ela é uma mezzo-soprano, não uma soprano como Sierra Boggess.

### Discografia
O álbum conceitual de Love Never Dies foi gravado entre 2008-2009, utilizando de 80 a 90 peças de orquestra. Lloyd Webber não gostou das orquestrações no segundo ato, então ele regravou metade do álbum. John Barrowman havia gravado originalmente a parte de Raoul no álbum conceitual, mas foi substituído por Joseph Millson, que havia sido escalado como Raoul para a produção teatral no momento que o álbum foi re-orquestrado e regravado. Sally Dexter, que interpretou Madame Giry no álbum, foi substituída por Liz Robertson no musical. A gravação do álbum foi concluída em setembro de 2009 e originalmente seria lançada em 10 de março de 2010, um dia após a abertura de Londres. A pré-visualização de todas as faixas do álbum passou a ser disponível online em 8 de fevereiro de 2010 no Amazon.co.uk.

Capa do álbum conceitual e cartaz do musical em West End.

O álbum conceitual foi lançado em 8 de março de 2010 pela Polydor Records no Reino Unido e 9 de março pela Decca Records na América do Norte. Debutou em 82ª posição na Billboard 200, 1ª no chart da Billboard de álbum de elenco, e em 10ª no UK Albums Charts. Também teve uma boa abertura na Grécia onde estreou em 1ª, 14ª na Taiwan, 8ª na Nova Zelândia e 15ª na Dinamarca.
O álbum vem com 2 CDs, o primeiro disco com 19 faixas e o segundo com 13. A edição deluxe vem com o libreto, um DVD que contem entrevistas, bastidores da produção e gravação do álbum, além de arquivos de filme de Coney Island. A cantora Ayaka Hirahara cantou Love Never Dies em japonês para edição do álbum no país.  A edição asiática estreou em 30 de março de 2010, contendo duas faixas bônus: Love Never Dies em mandarim cantada por Liping Zhang e em coreano cantada por Sumi Jo. A edição asiática estreou em número um na China.

### Gráficos musicais
| Chart (2010)                                                                                | Posição de estreia |
| ------------------------------------------------------------------------------------------- | ------------------ |
| Áustria (Ö3 Austria Top 40)                                                                 | 53                 |
| Dinamarca (Hitlisten)                                                                       | 17                 |
| European Top 100 Albums (Billboard)                                                         | —                  |
| Alemanha (Offizielle Deutsche Charts)                                                       | 73                 |
| Grécia (IFPI)                                                                               | 1                  |
| Nova Zelândia (RMNZ)                                                                        | 8                  |
| Suécia (Sverigetopplistan)                                                                  | 45                 |
| Reino Unido (UK Albums Chart)                                                               | 10                 |
| Estados Unidos (Billboard 200)                                                              | 82                 |
| China (Sina Albums Chart)                                                                   | 1                  |
| "—" significa que a posição no pico é desconhecido ou não é indicado pela fonte do gráfico. |                    |

### DVD
A produção australiana foi gravada em 2011 e posteriormente lançada em DVD pela Universal Studios. A filmagem era para ser lançada em DVD e Blu-ray, em 1 de fevereiro de 2012, mas foi adiada até 29 de maio 2012 nos Estados Unidos. No Reino Unido, o DVD foi lançado em 12 de março, e na Austrália foi lançado em 8 de fevereiro de 2012. Também foi exibido nos cinemas entre 28 de fevereiro a 7 de março de 2012. Em seguida, foi exibido novamente nos cinemas norte-americanos em 23 de maio de 2012,  junto com O Fantasma da Ópera no Royal Albert Hall. Tornou-se o mais vendido vídeo caseiro que não é filme, no gráfico top 200 semanal do Reino Unido, chegando ao número quatro, apenas atrás de Crepúsculo (1), The Help (2) e Jane Eyre (3).

## Recepção

### West End

#### Reação da Crítica
Após abrir em West End em 9 de março de 2010, Love Never Dies recebeu avaliações mistas dos críticos. Talvez a avaliação mais positiva foi de Paul Taylor no The Independent dando o show cinco estrelas, dizendo "Não há nenhuma dúvida da excelência técnica, a produção sumptuosa (e às vezes sutil) perfeitamente fluente de Jack O'Brien, ou o esplendor da orquestra que derrama os tons sombrios de Lloyd Webber, melodias intensas como se a sua vida dependesse disto. Louvores especiais para a suntuosidade lírica de Bob Crowley e desenhos de Jon Driscoll, com seus interiores dourados, onde os contornos imitando vegetação e gigantes plumagens-pavões da Art Nouveau surgem galopante, e suas localizações externas fantasmagóricas que fazem uma combinação brilhante do fluxo da projeção (cronometrando com perfeição as mudanças emocionais/rítmicas da música) e efeitos de palco solidamente apresentados criam uma Coney Island vertiginosa para a mente". Em contraste, Ben Brantley, do The New York Times, deu-lhe zero estrelas, chamando a produção de ''um grande, vistoso novo show. E ele poderia muito bem ter tido um sinal que diz "chute-me" colado na parte de trás... este pobre coitado se sente tão ansioso para impressionar como um palhaço bêbado em um palco no carnaval. Por que se preocupar, quando do início ao fim Love Never Dies tropeça em si mesmo".
Outros comentários positivos incluíram de Charles Spencer do The Telegraph, que ovacionou, "este é o show mais fino de Lloyd Webber desde o Fantasma original, com uma música abençoada de melodias soberbamente assombrosas, um anseio romântico que causa arrepios em minha espinha." Ele deu ao musical quatro estrelas de cinco, mas advertiu que "o show pode vir a revelar-se demasiado estranho, muito escuro, muito atormentado para se tornar um hit popular na massa, mas eu suspeito que seu fascínio assustador permanecerá potente na memória quando os shows fúteis tiverem sido esquecidos há muito tempo". Paul Callan do Daily Express também deu ao show quatro estrelas, escrevendo que Love Never Dies "é uma sequela elegante e inteligente para o Fantasma, e merece ter o velho Adelphi Theatre cheio todas as noites com o público de Lloyd Webber, geralmente de classe média. É uma grande noite."
No The Guardian, Michael Billington deu o show três de cinco estrelas, comentando: "Há muito para desfrutar no novo musical de Andrew Lloyd Webber. A música é uma das mais sedutoras do compositor." No entanto, Billington disse: "Os problemas estão dentro do libreto [...] que não tem peso para apoiar a superestrutura imaginativa." Ele continua, "a encenação é uma fonte constante de prazer iridescente. Mas, como uma das letras nos lembra: "diamantes nunca brilham, a menos que sejam moldados para brilhar. Com um libreto que coincidisse com as melodias, isto poderia ter sido grandioso em vez de simplesmente uma boa noite fora". Tim Walker do The Sunday Telegraph elogiou a produção: "[...] é sem dúvida os mais impressionantes efeitos especiais a aparecer em West End" e disse que as estrelas cantam com "gosto, carisma e sensualidade." Ainda assim, ele encontrou-se, "ansiando depois de um tempo para um grande clímax... mas ele nunca veio."
Benedict Nightingale do The Times, deu ao show duas de cinco estrelas e disse: "Onde está a ameaça, o terror, a escuridão psicológica? Porque eu recomendo uma viagem para Her Majesty não o Adelphi." Outra avaliação sem entusiasmo apareceu no London Evening Standard, onde o crítico Henry Hitchings escreveu que "enquanto a música de Lloyd Webber é às vezes ricamente operística, o tom é irregular. Não há mais do que um par de canções que prometem viver na memória, os duetos não elevam-se e o final é insípido. Admiradores do Fantasma são susceptíveis de ficarem decepcionados, e não há o suficiente aqui para atrair uma nova geração de fãs". Hitchings também comentou que a história "é em grande parte previsível e frágil. O problema principal é o libreto. [...] Ele carece de plausibilidade psicológica. Pior, ele não tem coração. Há pouco pathos ou tensão emocional. Há também poucos momentos de humor, a letra é prosaica, e os lampejos de alívio de luz são meramente confusos". Da mesma forma, David Benedict da Variety escreveu que o show "quer ser um trágico romance, mas é simplesmente entorpecido. Apenas uma reescrita radical dará-lo a mais remota chance de emular seu antecessor".
Quentin Letts do The Daily Mail deu ao show uma crítica negativa, afirmando que "é tão lento para engrenar como um cortador de grama no primeiro corte da primavera". Ele também criticou o show por falta de histórias e romance, afirmando que "[...] assume que entendemos a atração destes dois estúpidos [Fantasma e Raoul] pela bela Christine. Não poderia ela ter algo melhor? [...] No final, você conclui que ela simplesmente procura sofrer para melhorar sua arte." Letts elogiou as atuações e a orquestração, mas concluiu que o show não foi um sucesso: "mas algo faltou que é [...] uma perda nobre, nobre porque a música cada vez mais operática de Lloyd Webber tenta nos levar para um plano superior." Susannah Clapp do The Observer também era crítica do libreto e chamou o show de "monótono" e "como estivesse sobre um cheio-tenso enrolamento de lã". Mesmo os números musicais, ela escreveu: "Nunca se fundir com os esplendores visuais, nunca dão efeito, que é dom de Lloyd Webber, da música entregar a paisagem." Sam Marlowe da Time Out London deu ao show uma de cinco estrelas, chamando-o de "medonho" e "uma monstruosidade musical interminável". Ele observa: "Com seus redemoinhos nauseante de imagens de vídeo, o enredo inútil, e prolongado, músicas repetitivas, Love Never Dies ... é um castigo cansativo".
Outras críticas negativas apareceram no Financial Times,  Entertainment Weekly, The Arts Desk, e vários outros.

#### Reação do público e controvérsia

Paint Never Dries paródia de Love Never Dies do A West End Whinger, que foi reutilizado várias vezes por jornalistas para detratar o show.

Dave Itzkoff do The New York Times informou sobre a reação dos fãs: "Como é que o novo Fantasma está se saindo com espectadores que viram as prévias? Não tão bem." Em outro lugar online, foi criado para Love Never Dies um grupo de protesto no Facebook chamado Love Should Die, que tem como missão declarada: "Nós lamentamos fortemente o mais recente musical de Andrew Lloyd Webber é um empreendimento completamente equivocado, que prejudica o livro original do Fantasma da Ópera e o musical de mesmo nome. Praticamente tudo sobre o show nos parece ilógico, irracional, ofensivo e francamente estúpido". Os blogueiros de teatro com sede em Londres, do A West End Whingers, fizeram uma paródia com o cartaz de Love Never Dies intitulando Paint Never Dries. Posteriormente, foi pego e repetido por inúmeros jornalistas, tanto em versão impressa e na televisão.
A colunista Barbara Ellen do The Observer ridicularizou o exagero de alguns comentários desfavoráveis em sua coluna no domingo, 28 de março de 2010: "carta aberta ao famoso teatro Adelphi, em Londres", brincando: "Caro Sr. Adelphi, relativo ao primeiro desempenho visto na última semana da sequela do Fantasma de Andrew Lloyd Webber, Love Never Dies, ridicularizado como Paint Never Dries, com pesar, devo pedir o meu dinheiro de volta: ele simplesmente não era ruim ou chato o suficiente. Meus companheiros e eu pagamos e fomos de boa fé esperando um desastre nos atingir. Imagina nossa decepção quando ele foi bom. O Fantasma teve uma estranha semelhança com um Martin Amis de mau humor depois de sua desavença com Anna Ford, mas, senhor, isso não foi suficiente. Foi uma catástrofe que nos foi prometido e uma catástrofe que esperávamos para ver. Admitimos que nem tudo é culpa da produção. As críticas negativas, a arte sombria anti-hype, é um negócio perigoso. No entanto, bons sentimentos pagam a minha babá? Eu sinto que eu, e várias pessoas inocentes, fomos enganados pelo Paint Never Dries, e, contra a nossa vontade, forçados a suportar uma noite agradável. Tenho certeza de que falo por muitos quando digo que deixei seu teatro totalmente insatisfeita com o quão incrivelmente satisfeita me senti".

### Austrália

#### Reação da crítica
A produção refeita da Austrália recebeu críticas em sua maioria positivas durante sua estadia em Melbourne e Sydney.
Chris Boyd do The Australian, chamou o musical de "a melhor coisa que o Lloyd Webber tem escrito no século desde O Fantasma da Ópera, Love Never Dies é ainda uma oportunidade perdida. Ele brinca pela metade com a melancolia doméstica. O pretende rico de Christine, Raoul, 10 anos depois, é um marido inseguro e possessivo que usa os talentos da sua esposa para pagar suas dívidas de jogo. Ele se preocupa que ele não pode entregar a Christine "a adrenalina que a música traz", deixando-a vulnerável, mais uma vez, para seu Anjo da Música. Love Never Dies fornece vários desses momentos de pico, mas não chega entrelaçar os pontos. Musicalmente, há alguns ricos duetos, a vibração entre Meg e Christine por exemplo, e algumas surpresas." Quanto aos design de Gabriela Tylesova tais como, "o carnaval de Coney Island, interiores da deca, um bar podre", ele os achou, "infinitamente fascinante; são espetaculares sem ser ostensivos. A principal característica é um círculo de metal vertical, com partes de Luna Park e Stargate. Seus trajes também são lindos."
Jason Blake do Sydney Morning Herald disse: "a produção de Phillips dirige-se claramente de momentos candelabros, favorecendo a sustentação da inventividade, fluxo contínuo e um sentimento de engolidos num pesadelo. Não há um fator wow!, é claro (um carrossel galope é destaque no início), embora as cenas mais calma são realizadas com a mesma atenção aos detalhes, especialmente a recriação de um bar de Coney Island para enquadrar a música salão do Raoul (Why Does She Love Me?) e seu face-a-face com o Sr. Y (Devil Take the Hindmost) uma inspirada, muitas vezes arrebatadora produção, com certeza, apesar de uma sequela que não tem um argumento musical forte e narrativa suficiente para justificar sua própria existência."
No Daily Express, Mark Shenton comentou: "Agora sob a nova liderança do diretor Simon Phillips, e com uma equipe criativa fresca, há uma nova visão para o show na Austrália e aqui, finalmente, é a obra-prima que estava sempre chorando para ser solto [...] a nova produção tem uma teatralidade gótica espetacular que aumenta, aprofunda e escurece as emoções".
Kate Herbert do Herald Sun deu ao show quatro de cinco estrelas e escreveu: "Com o seu design vivaz, personagens excêntricos e imagens místicas, este é um espetáculo deslumbrante que captura o mistério sombrio de um perigoso parques de diversões (circa 1907) e deve converter até mesmo um grande fã do Fantasma." Ela também disse: "a música (realizada habilmente por Guy Simpson) do Lloyd Webber intermitentemente e elegantemente reprisa o Fantasma original, que liga as duas histórias" mas ela sentia que "várias canções, tem letras banais, falta tocar. O problema maior é a história insatisfatória. Existem pistas falsas desnecessárias e muitos vilões."
William Yeoman do The West Australian, elogiou a música e escreveu que "o triângulo amoroso entre o Fantasma, Christine e Raoul é um tema maduro para o desenvolvimento com motivações musicais; mas Elton e Lloyd Webber estão satisfeitos com as transformações mais simplistas. No entanto, [...] os cenários e figurinos de Gabriela Tylesova baseou-se na antiga iconografia alquímica [...] o que representa uma força visual técnica e artística. E concluiu que "sob a direção infalivelmente convincente de Simon Phillips, o elenco também consegue transformar o material mais promissor, se não em ouro, ao menos em prata."
Cameron Woodhead do The Age deu ao show três estrelas e meia de cinco e disse: "Entre o cenários e figurinos de Gabriela Tylesova, iluminação de Nick Schlieper e coreografia de Graeme Murphy, você está em uma encenação espetacular. Após o Fantasma cantar sobre Christine e ascender aos deuses (Til I Hear You Sing), a cena se quebra em um circo elaborado (The Coney Island Waltz). Introduzido por um trio de artistas as ondas de diversões em uma multidão de acrobatas, pernas de pau-caminhantes, cuspidores de fogo e mágicos, com cabeças de plásticos do Luna Park, um grande portátil no topo, e fileiras de carnavalescos cantando a partir de faixas de montanha-russa suspensas no ar. É coisa de tirar o fôlego, e não o melhor do ilusionismo escuro de Love Never Dies. Esta honra pertence a uma cena, mais profunda em Coney, onde obeliscos transparentes enjaular aberrações, incluindo sobrenaturais como uma sereia dourada que gira ao redor do palco."